# Batalha de Dhale
Batalha de Dhale foi uma batalha fundamental pelo controle de Dhale, no Iêmen, entre os houthis e unidades do Exército do Iêmen leais a Ali Abdullah Saleh, de um lado, e milicianos e unidades do Exército do Iêmen leais a Abd Rabbuh Mansur Al-Hadi, do outro lado.

## A batalha
Em 24 de março, as forças houthis apreenderam prédios administrativos em Dhale e estavam avançando na cidade durante combates pesados. A batalha pelo acampamento militar da 33.ª Brigada Blindada terminou à tarde com dez combatentes anti-Hadi mortos.  Mais tarde, combatentes pró-Hadi contra-atacaram na cidade e repeliram os houthis. 
Em 30 de março, os houthis entraram na cidade após quase uma semana de combates.  A cidade ficou dividida entre os dois lados opostos , enquanto um xeique na cidade declarou que os houthis estavam no controle de Dhale, mas com combates esporádicos continuando e ambos os lados sofrendo "um grande número de baixas".  Nesse momento, um motorista de ambulância da Sociedade do Crescente Vermelho do Iêmen foi morto quando seu veículo foi atingido pelo tiroteio. 
Em 31 de março, combatentes secessionistas aliados ao governo Hadi trocaram tiros de artilharia com os houthis e unidades do exército leais a Saleh. Além disso, ataques aéreos repetidos atingiram os houthis e posições aliadas, incluindo um depósito de munição em uma base militar. Cerca de trinta combatentes houthis e aliados, juntamente com nove combatentes sulistas, foram mortos durante o dia. 
Em 1 de abril, uma brigada do exército pró-Houthis teria se "desintegrado" depois de ter sido atacada por aviões de guerra da coalizão. O comandante da 33.ª Brigada fugiu e grupos de tropas pró-Houthis se retiraram para o norte.  Dez milicianos pró-governo Hadi também foram mortos em batalhas de rua.  No dia seguinte, foi relatado que a cidade estava sob controle do governo Hadi, mas com franco-atiradores houthis agindo. 
Em 4 de abril, os houthis capturaram a prisão central da cidade e libertaram 300 reclusos, a quem deram a escolha entre ingressar em suas fileiras ou permanecer encarcerados. 
Em 5 de abril, ataques aéreos da coalizão contra posições houthis na cidade atingiram uma área residencial e mataram cinco civis.  Na noite seguinte, dezenove houthis e quinze combatentes pró-Hadi foram mortos em combates pesados. 
Em 8 de abril, mais ataques aéreos atingiram as posições dos houthis em Dhale. 
Uma autoridade local afirmou que quarenta houthis e três combatentes pró-Hadi foram mortos em combates entre 12 e 13 de abril.  Três crianças também foram mortas quando um projetil atingiu sua casa.  Em 19 de abril, mais combates e ataques aéreos mataram 31 houthis e dezessete combatentes pró-Hadi. 
Nos combates entre 22 e 25 de abril, pelo menos 43 houthis e oito combatentes tribais foram mortos, segundo fontes pró-Hadi.  Entre 27 e 28 de abril, mais de cinquenta combatentes de ambos os lados foram mortos. 
Emboscadas nos dias 3 e 24 de maio, deixaram treze combatentes houthis mortos. 
Em 26 de maio, combatentes pró-Hadi capturaram Dhale, bem como o centro de comando da 33.ª Brigada Blindada. 
Em 9 de agosto, as forças pró-Hadi capturaram o restante da província de Dhale, após fortes combates por mais de dois meses. 